# Макмиллан, Роберт
Роберт Макмиллан (англ. Robert McMillan; 7 января 1805 — 6 мая 1868) — ирландский эмигрант, американский коммерсант и полковник армии Конфедерации во время Гражданской войны в США. Командовал 24-м джорджианским пехотным полком. Известен участием в сражении при Фредериксберге, где временно принял командование джорджианской бригадой Томаса Кобба во время боев за высоты Мари.

## Ранние годы
Роберт Макмиллан родился в Ирландии, в графстве Атрим. Он переехал в Америку, где поселился в штате Джорджия и стал коммерсантом. В 1855—1856 годах он служит в палате представителей Джорджии делегатом от округа Элберт. Он женился на Руфи-Энн Бэнкс (1820—1867) и у них известен как минимум один сын — Гарнетт Макмиллан.

## Гражданская война
Когда началась война, Макмиллан сформировал в Кларксвилле (Джорджия) пехотную роту, которая впоследствии стала ротой «К» 24-го джорджианского пехотного полка. 30 августа 1861 года Макмиллан был избран полковником. Его сын Гарнетт Макмиллан вступил в этот же полк и стал лейтенантом роты «К».